# Bircham (Alberta)
Bircham est un hameau (hamlet) du Comté de Kneehill, situé dans la province canadienne d'Alberta.

## Démographie
En tant que localité désignée dans le recensement de 2011, Bircham a une population de 5 habitants dans 2 de ses 2 logements, soit une variation de -50.0% avec la population de 2006. Avec une superficie de 0,139 7 km2, le hameau possède une densité de population de 35,791 0 hab/km2 en 2011.
Concernant le recensement de 2006, Bircham abritait 10 habitants dans 2 de ses 2 logements. Avec une superficie de 0,139 7 km2, le hameau possédait une densité de population de 71,6 hab/km2 en 2006.